# Station Michalczew
Station Michalczew is een spoorwegstation in de Poolse plaats Michalczew.